# Masar Caka
Masar Caka, född den 13 april 1946 i Gjakova, Jugoslavien., död 2000, var en albansk konstnär.
Masar Caka utexaminerades vid Belgrads universitet 1972. Han tog en masterexamen 1982 från samma universitet. Han var sedan 1976 medlem i Kosovos akademi för de sköna konsterna. Han var även professor vid universitet i Kosovo.
Hans verk, präglad av visionär humanism, utövade stort inflytande på den yngre generationen konstnärer i Kosovo.

### Fotnoter
1. 1 2  Elsie, Robert (2004). Historical dictionary of Kosova. Scarecrow Press. sid. 35. ISBN 0-8108-5309-4. http://books.google.com/books?id=Fnbw1wsacSAC